# Scapanus orarius
Scapanus orarius là một loài động vật có vú trong họ Talpidae, bộ Soricomorpha. Loài này được True mô tả năm 1896.